# Bajdaracký záliv
Bajdaracký záliv nebo Bajdaracká zátoka (rusky Байдарацкая губа [Bajdarackaja guba]) je záliv na jihu Karského moře mezi pevninou a poloostrovem Jamal. Je 180 km dlouhý, až 78 km široký a relativně mělký, přičemž maximální hloubka dosahuje 20 m.
Teplota vody na povrchu dosahuje v létě 5 až 6°С. V zimě záliv zamrzá. Do zálivu ústí řeky Bajdarata, Juribej, Kara.
Záliv tvoří severní konec hranice mezi Evropou a Asií.
Poprvé byl důkladně prozkoumán a zmapován výpravou Stěpana Gavriloviče Malygina v rámci tzv. Velké severní expedice.
V roce 2022 ruská expedice Vědeckého centra pro studium Arktidy na základě vykopávek na pobřeží Bajdarackého zálivu odhalila, že v době neolitu zde existovalo šest osad lovců sobů, teplota byla mnohem vyšší a rostl zde hustý listnatý les.